# Domaine de Maruoka

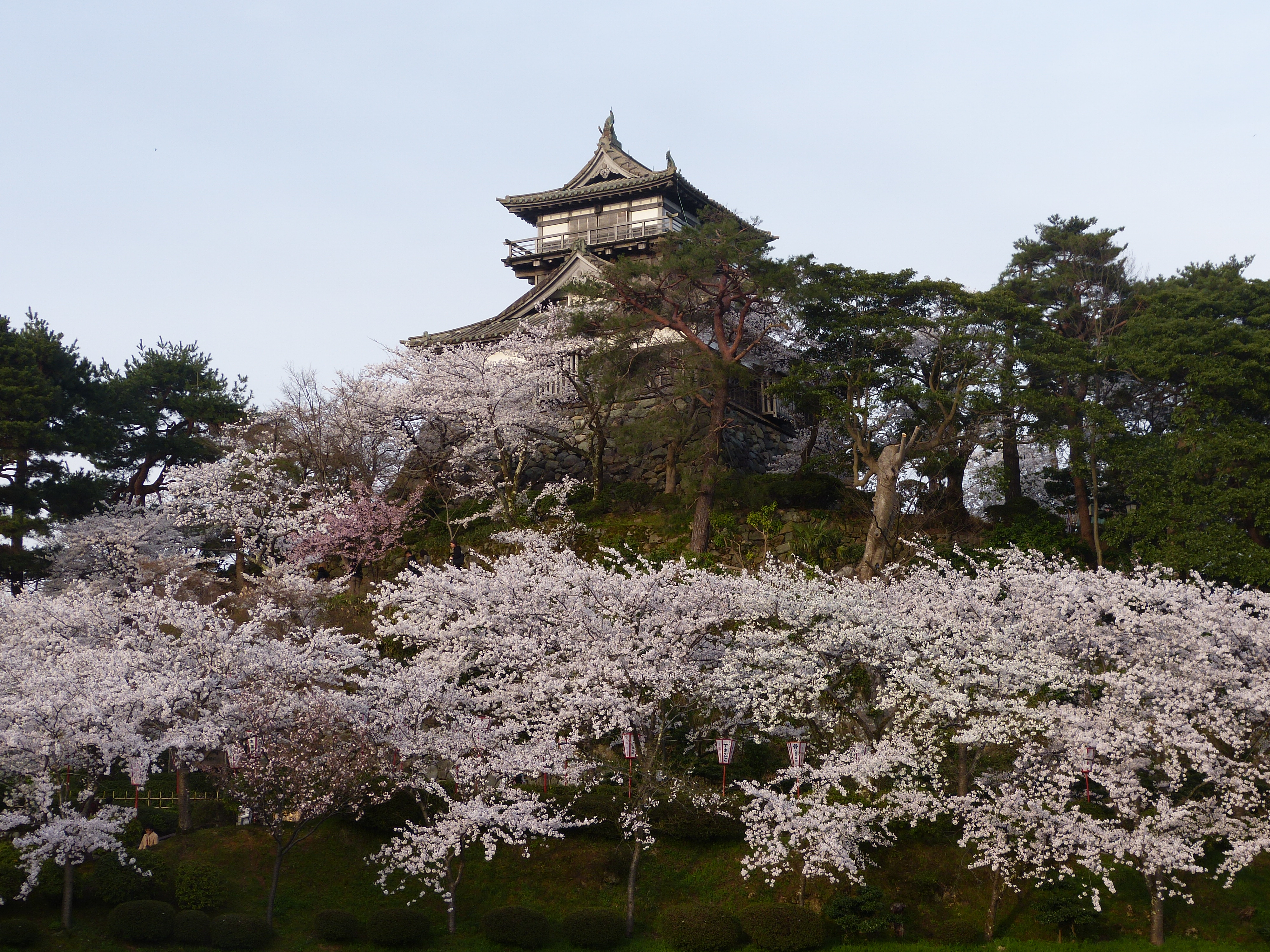
Château de Maruoka.

Le domaine de Maruoka (丸岡藩, Maruoka-han) est un fief féodal japonais de l'époque d'Edo situé dans la province d'Echizen (actuelle préfecture de Fukui). Il était dirigé à partir du château de Maruoka près de l'actuelle ville de Sakai par le clan Honda puis par le clan Arima.

## Histoire
Durant l'époque Sengoku, la région de Maruoka est contrôlée par Shibata Katsutoyo, fils adoptif de Shibata Katsuie, l'un des principaux généraux d'Oda Nobunaga. Après la mort de Shibata Katsutoyo de maladie durant la bataille de Shizugatake en 1583, la région est donnée au clan Aoyama. Cependant, les Aoyama rompent avec l'armée de l'Ouest d'Ishida Mitsunari durant la bataille de Sekigahara et sont ensuite dépossédés par le vainqueur Tokugawa Ieyasu. Celui-ci offre la province d'Echizen à son fils, Yūki Hideyasu, qui y créé un fief au revenu de 26 000 koku pour son vassal, Imamura Moritsugu. En 1612, en raison d'un O-Ie Sōdō au sein du domaine de Fukui, le shogunat Tokugawa élève Maruoka à 40 000 koku et le transfère à Honda Narishige, fils de Honda Shigetsugu, l'un des principaux généraux d'Ieyasu. Cet acte marque la création du domaine de Maruoka. En raison de la bravoure de Honda Narishige lors du siège d'Osaka de 1624, son kokudaka est élevé à 46 300 koku et il devient complètement indépendant du domaine de Fukui. Son fils puis et petit-fils achèvent la construction du château de Maruoka, ainsi que de la jōkamachi alentour. Cependant, son arrière-petit-fils, Honda Shigemasu, est un alcoolique et un incompétent, et est dépossédé par le shogunat en 1695.
Les Honda sont remplacés par Arima Kiyosumi, descendant du daimyō Kirishitan Arima Harunobu, qui arrive du domaine d'Itoigawa. Son fils, Arima Kazunori, s'arrange pour changer le statut du domaine de tozama daimyō à fudai daimyō en 1711. Le 5e daimyō des Arima, Arima Shigezumi, sert comme wakadoshiyori, et le 8e (et dernier) daimyō, Arima Michizumi, s'élève jusqu'à la fonction de rōjū. Le clan Arima clan continue à diriger Maruoka jusqu'à l'abolition du système han en juillet 1871. 

## Possessions à la fin de l'époque d'Edo
Comme la plupart des domaines japonais, Maruoka est composé de plusieurs territoires discontinus dont la valeur kokudaka est fondée sur une estimation périodique du potentiel agricole,.
- Province d'Echizen
  - 91 villages dans le district de Sakai
  - 2 villages dans le district de Nanjō

## Liste des daimyō
| #                                    | Nom                         | Règne     | Titre de courtoisie       | Rang de cour            | kokudaka             |
| ------------------------------------ | --------------------------- | --------- | ------------------------- | ----------------------- | -------------------- |
| Clan Honda (fudai) 1613–1695         |                             |           |                           |                         |                      |
| 1                                    | Honda Narishige (本多成重)  | 1613–1646 | Hida-no-kami ( 飛騨守)    | 5e inférieur (従五位下) | 40 000 → 46 300 koku |
| 2                                    | Honda Shigeyoshi (本多重能) | 1646–1651 | Awa-no-kami (淡路守)      | 5e inférieur (従五位下) | 46 300 koku          |
| 3                                    | Honda Shigeaki (本多重昭)   | 1652–1676 | Hida-no-kami ( 飛騨守)    | 5e inférieur (従五位下) | 46 300 koku          |
| 4                                    | Honda Shigemasu (本多重益)  | 1676–1695 | Hida-no-kami ( 飛騨守)    | 5e inférieur (従五位下) | 46 300 koku          |
| Clan Arima (tozama →fudai) 1695–1871 |                             |           |                           |                         |                      |
| 1                                    | Arima Kiyozumi (有馬清純)   | 1695–1702 | Suo-no-kami (周防守)      | 5e inférieur (従五位下) | 50 000 koku          |
| 2                                    | Arima Kiyonori (有馬一準()  | 1703–1733 | Saemon-no-suke (左衛門佐) | 5e inférieur (従五位下) | 50 000 koku          |
| 3                                    | Arima Takazumi (有馬孝純)   | 1733–1757 | Hyūga-no-kami (日向守)    | 5e inférieur (従五位下) | 50 000 koku          |
| 4                                    | Arima Masazumi (有馬允純)   | 1757–1772 | Saemon-no-suke (左衛門佐) | 5e inférieur (従五位下) | 50 000 koku          |
| 5                                    | Arima Shigezumi (有馬誉純)  | 1772–1830 | Saemon-no-suke (左衛門佐) | 5e inférieur (従五位下) | 50 000 koku          |
| 6                                    | Arima Norizumi (有馬徳純)   | 1830–1837 | Saemon-no-suke (左衛門佐) | 5e inférieur (従五位下) | 50 000 koku          |
| 7                                    | Arima Haruzumi (有馬温純)   | 1838–1855 | Hyūga-no-kami (日向守)    | 5e inférieur (従五位下) | 50 000 koku          |
| 8                                    | Arima Michizumi (有馬道純)  | 1855–1871 | Saemon-no-suke (左衛門佐) | 5e inférieur (従五位下) | 50 000 koku          |